# Jaroslav Radimský
Jaroslav Radimský (31. ledna 1889, Stařečka – 2. května 1946, Brno) byl moravský soudní úředník, spisovatel a překladatel. 

## Život
Vlastním jménem Jaroslav Rypáček, příjmení mu bylo úředně změněno v roce 1922 na Radimský. Narodil se v rodině gymnaziálního profesora Františka Rypáčka a jeho ženy Ludmily, rozené Lazarové. Měl bratra Miloše (1890). Dne 7. června 1913 se v Brně oženil se s Boženou Rypáčkovou (1899), sestrou Karla Rypáčka.
Vystudoval 1. české gymnázium v Brně a potom Právnickou fakultu Univerzity Karlovy v Praze (1907–1914). Pracoval jako soudní úředník, naposledy jako předseda senátu Vrchního zemského soudu v Brně. 
Redigoval Vlastivědu moravskou. Překládal z polštiny, ruštiny a němčiny. Používal pseudonymy: T. R. Chvojka, Jaroslav Ráček, Jiří Tichý, Jan Tůma, Karel Vrána.
Je pochován na Ústředním hřbitově města Brna, skup. 81, hrob 4–5.

## Dílo

### Spisy
- Petity v občanském soudním řízení – Jaroslav Radimský ... et al. Praha: Ústředí české advokacie, 1980

### Překlady
- Beniowski: román – Waclaw Sieroszewski. Praha: J. R. Vilímek, 1900–
- Čínské povídky – W. Sieroszewski. Praha: Kamilla Neumannová, 1906
- Zámořský ďábel: Jang-Hun-Tsi – W. Sieroszewski. Praha: K. Neumannová, 1906
- Synové země: román o třech částech – Stanisław Przybyszewski. Praha: K. Neumannová, 1909
- Tchoř: novela – Henryk Zbierzchowski; z polštiny; in: 1000 nejkrásnějších novel... č. 23. Praha: J. R. Vilímek, 1912
- Gemma: novela – Antoni Sygietyński; z polštiny; in: 1000 nejkrásnějších novel... č. 30. Praha: J. R. Vilímek, 1912
- Kardinál: novela – Paul Busson; z němčiny; in: 1000 nejkrásnějších novel č. 70. Praha: J. R. Vilímek, 1914
- Oceán: román – W. Sieroszewski. Praha: J. R. Vilímek, 1914
- Hluchoněmá kočka – Ernst Wolzogen; z němčiny; in: 1000 nejkrásnějších novel č. 84. Praha: J. R. Vilímek, 1945
- Dostaveníčko – Zygmunt Niedźwiecki; z polštiny. Pacov: Přemysl Plaček, 1916
- Serenáda a jiné novellety – Pavel Busson; z němčiny; ornamentace pro tuto knížku kreslil V. H. Brunner. Pacov: P. Plaček, 1917
- Svatební závoj a jiné noveletty – Z. Niedźwiecki; ornamentace pro tuto knížku kreslil V. H. Brunner. Pacov: P. Plaček, 1917
- Žena ze sádry – Z. Niedźwiecki; ornamentace pro tuto knížku kreslil V. H. Brunner. Pacov: P. Plaček, 1917
- Práchnivina: román – Waclaw Berent. Praha: K. Neumannová, 1920
- Manželství – W. Sieroszewski. Plzeň: Karel Beníško, 1920
- Osud a jiné povídky z Japonska – W. Sieroszewski: Plzeň, K. Beníško, 1920
- Život pro smích – Paul Armand Silvestre. Praha-Karlín: Emil Šolc, 1920
- Za frontou – Wladyslaw St. Reymont. Plzeň: K. Beníško, 1921?
- Být, či nebýt – W. Sieroszewski. Praha: Jan Otto, 1921
- Zátiší: román – W. Sieroszewski. Praha: Miloslav Nebeský, 1921
- Království bolestné – Stanislaw Przybyszewski. Praha: Aventinum, 1923
- Slovanské mythy dynastické jako astralogemy – Antoni Czubryński; z polštiny; spolu s Milošem Lukášem. Praha: Sfinx, 1925
- Z chelmské země: dojmy a vzpomínky – W. St. Reymont. Stará Říše: M. Florianová, 1939
- Pomník; Láska k bližnímu – Leonid Andrejev; přeložili: Jaroslav Radimský a Milan Klacek. Praha: Dilia, 1965